# ائرو ای.۳۰۴
ائرو ای. ۳۰۴ (به انگلیسی: Aero A.304) یک هواپیمای ساختِ آئرو ودوخودی است. نخستین استفاده‌کنندهٔ این هواپیما نیروی هوایی چکسلواکی بوده‌است. این هواپیما در ۱۹۳۷ میلادی نخستین پرواز خود را انجام داد.